# Fhelipe Gomes
Fhelipe Gomes (Curitiba, 21 de agosto de 2001) é um ator, cantor, dublador e locutor brasileiro. Destacou-se na televisão no ano de 2016, ao interpretar o cego Téo Cavichioli, um dos protagonistas do remake da telenovela infanto-juvenil Cúmplices de Um Resgate, do SBT e no ano de 2018 interpretando o nerd Lucas na novela O Tempo Não Para da Rede Globo.

## Biografia e vida artística
Fhelipe de Castilhos Gomes nasceu no município de Curitiba, em 21 de agosto de 2001. É o caçula de dois irmãos, sendo ele e Henrike Castilhos Gomes. Começou sua carreira no ano de 2009, fazendo campanhas publicitárias, entre elas, um comercial especial de dia das mães para o Shopping Recife.
No ano de 2010, participou de campanhas publicitárias para o Shopping Midway, Biscoitos Treloso e participou de um videoclipe da banda “Veloz“. Já fez também várias gravações de spot com veiculação para a rádio Jovem Pan FM. Ainda em 2010, Fhelipe participou da peça teatral “O Tesouro dos Piratas“.
Em 2011, participou do episódio “Contadores de Carros” da série “Casos e Causos” do programa Revista RPC, do canal RPC TV, filial da Rede Globo em Curitiba. Fhelipe, também fez publicidade para os Supermercados Condor, no qual ingressou no elenco da “Família Feliz” em vários comerciais, interpretando Jorginho Feliz.
No ano de 2012, Fhelipe entrou para o elenco de apoio da minissérie bíblica brasileira, produzida e exibida pela Rede Record, Rei Davi, no qual deu vida a Mefibosete quando criança. Fhelipe ficou muito surpreso e feliz com seu personagem.
No mesmo ano, participou da peça teatral “As Aventuras de Pinóquio“, dando vida a Pinóquio. O mesmo dividia o papel com o ator mirim Pedro Henrique Scoriza. A peça contava a história de um boneco de madeira que queria se tornar um menino de verdade.
Em 2013, Fhelipe deu voz a Juanito em “A Mente de Juanito“, curta-metragem animado que conta a história de um garoto que tem conflitos internos, tendo que lidar com a difícil decisão de comer ou não alimentos que não são saudáveis. O curta foi selecionado para o Anima Mundi 2014 e dirigido por Fernando Macedo e Rene Singer.
No mesmo ano, fez uma nova participação em “Casos e Causos“, desta vez participando do episódio “O Príncipe e a Camponesa“. E também participou do filme produzido pela Ogersepol e RPC TV, “Súbito“, no qual interpretou Luciano com 10 anos de idade. O filme foi dirigido por Diego Lopes e Claudio Bitencourt.
Já em 2014, deu voz a Juanito novamente, mas agora em “Carlos“, série animada criada e produzida pela Spirit Animation. O desenho animado brasileiro busca conscientizar as crianças sobre alimentação saudável. Em agosto de 2015, a série fecha parceria com a Disney XD para a exibição da 2ª temporada, o que resultou na transmissão em toda a America Latina e para mais de 48 países.
Também em 2014, participou do musical “Os Miseráveis“, no qual interpretou Gavroche.
Em janeiro de 2015, foi divulgado que Fhelipe entrou para o elenco principal da telenovela brasileira produzida pelo SBT, “Cúmplices de um Resgate” (uma adaptação da telenovela mexicana “Cómplices al rescate” criada por Rosy Ocampo), interpretando Téo Cavichioli, um garoto cego que percebe tudo a sua volta apesar de não ver. A novela teve sua estréia no dia 03 de agosto de 2015.
O ator fez laboratório na Fundação Dorina Nowill, em São Paulo — a instituição visa facilitar a inclusão social de pessoas com deficiência visual — para interpretar o personagem.
Em 2017, estreia na novela bíblica Apocalipse, da Record TV, interpretando a primeira-faze do personagem Uri Gudman, um judeu sem fé que perdeu os pais quando criança. A segunda fase é interpretada pelo ator Emílio Orciollo Netto.
Já em 2018, o astro teen estréia na Rede Globo, na novela das 19 horas " O tempo não para" interpretando o personagem Lucas.

## Filmografia

### Televisão e cinema
| Ano       | Título                                   | Papel                    | Notas              | Ref                                |
| --------- | ---------------------------------------- | ------------------------ | ------------------ | ---------------------------------- |
| 2011-2013 | Casos e Causos                           | Vários                   | Seriado televisivo | [ 3 ]                              |
| 2012      | Rei Davi                                 | Mefibosete (criança)     | Primeira fase      | [ 5 ] [ 6 ]                        |
| 2013      | Súbito                                   | Luciano                  | Filme              | [ 14 ]                             |
| 2013      | A Mente de Juanito                       | Juanito (voz)            | Curta-metragem     | [ 15 ]                             |
| 2013      | Juanito's Mind                           | Juanito (voz)            | Curta-metragem     |                                    |
| 2014-2015 | Carlos                                   | Juanito (voz)            | Desenho animado    | [ 14 ]                             |
| 2015-2016 | Cúmplices de um Resgate                  | Téofilo Cavichioli (Téo) |                    | [ 1 ] [ 9 ] [ 10 ] [ 16 ]          |
| 2017      | A Espera                                 | Ryan                     | Web-série          | [ 17 ] [ 18 ] [ 19 ] [ 20 ] [ 21 ] |
| 2017-2018 | Apocalipse                               | Uri Gudman               | Primeira fase      | [ 13 ] [ 22 ] [ 23 ]               |
| 2018-2019 | O Tempo não Para                         | Lucas                    |                    |                                    |
| 2019      | Renault Kwid Outsider: Caverna do Dragão | Presto                   | comercial de TV    |                                    |
| 2019-2020 | Malhação: Toda Forma de Amar             | Diego                    | Temporada 27       |                                    |
| 2021      | Um Tio Quase Perfeito 2                  | Rodrigo                  |                    |                                    |
| 2022-2023 | Reis                                     | Paltiel (jovem)          | Temporadas 2-4     |                                    |
| 2022-2023 | Reis                                     | Agur (jovem)             | Temporada 8        | [ 24 ]                             |
| 2025      | Paulo, O Apóstolo                        | Teófilo                  |                    |                                    |

### Teatro
| Ano  | Título                   | Papel    | Ref   |
| ---- | ------------------------ | -------- | ----- |
| 2010 | O Tesouro dos Piratas    |          | [ 3 ] |
| 2012 | As Aventuras de Pinóquio | Pinóquio | [ 3 ] |
| 2014 | Os Miseráveis            | Gavroche | [ 3 ] |
| 2019 | A Vida de Um Liker       | Davi     |       |

## Discografia
| Trilhas sonoras   | Trilhas sonoras | Trilhas sonoras         | Trilhas sonoras |
| Canção            | Ano             | Álbum                   |                 |
| ----------------- | --------------- | ----------------------- | --------------- |
| "Pra Não Ter Fim" | 2015            | Cúmplices de Um Resgate |                 |